# 背牛顶太清观
背牛顶太清观，位于中国河北省秦皇岛市平市庄林场背牛顶，为秦皇岛市抚宁县的一个省级文物保护单位，类型为古建筑，公布时间为2001年2月7日。
背牛顶太清观的历史年代为明代。